# グヨン・フェルナンデス
グヨン・フェルナンデス（Guyon Fernandez 、1986年4月18日 - ）は、オランダ・デン・ハーグ出身のプロサッカー選手。デリー・ディナモスFC所属。ポジションは、FW。

## クラブ経歴

### 初期
地元クラブのADOデン・ハーグでプロキャリアをスタート。翌シーズンにSBVエクセルシオールに移籍。フェイエノールト戦で2ゴールを挙げるなどめざましい活躍を披露、2011年3月にはFCステアウア・ブカレストが関心を寄せていると報じられた。

### フェイエノールト
2011年5月、フェイエノールトに移籍。インテルナツィオナーレ・ミラノに移籍したルク・カスタイニョスの後釜を任されたが、移籍初年度は低調なパフォーマンスに終始した。2011年11月には相手選手への暴力行為に対する制裁として6試合の出場停止処分を科された。なおフェルナンデスは人種差別的言動があったと主張した。
フェイエノールトでの出場機会が確保できないため、2013-14シーズンはPECズウォレにレンタル移籍した。2014年4月20日のKNVBカップ・アヤックス・アムステルダム戦では前半に2ゴールを挙げ5-1の大勝に貢献した。

### ブレダ
2014年10月、ブルガリアのPFCレフスキ・ソフィアへの移籍が噂された。またサウジアラビアのクラブやレアル・バリャドリードでトライアルに参加したが、いずれも契約には至らなかった。11月、古巣エクセルシオールのトレーニングに参加した。2015年1月、イングランドのシェフィールド・ウェンズデイFCのトライアルに参加した。1月12日、NACブレダとシーズン終了までの契約を結んだ。

### パース・グローリー
2015年8月11日、パース・グローリーFCに加入。2015年10月25日のアデレード・ユナイテッド戦で加入後初ゴール。2016年1月、パース・グローリーを退団。

## 代表歴
自身はオランダ生まれだが、キュラソーにルーツを持つためサッカーキュラソー代表に2度招集された（2014カリビアンカップと2018 FIFAワールドカップ・北中米カリブ海予選）。その後2018年3月23日のボリビア代表との親善試合でキュラソー代表初出場。